# فيتالي جيراسيموف
فيتالي بتروفيتش جيراسيموف (بالروسية: Виталий Петрович Герасимов)
(وُلد في التاسع من تموز/يوليو 1977) هو لواءٌ في القوات البرية الروسية. أعلنت وزارة الدفاع الأوكرانية مقتلَ جيراسيموف في خاركيف أوبلاست خلال الغزو الروسي لأوكرانيا عام 2022 وتم نفي هذا الخبر لاحقًا من قِبل وسائل إعلام روسيّة.  يشغلُ فيتالي منصب رئيس الاركان والنائب الأول لقائد جيش الأسلحة المشتركة 41، وهو أحد القادة الميدانيين الذي يقودُ الغزو الروسي لأوكرانيا.

## الحياة المُبكّرة والتعليم
وُلد فيتالي بتروفيتش جيراسيموف في 9 تموز/يوليو 1977 في كازان. تخرَّج جيراسيموف من مدرسة قازان العليا للدبابات (بالروسية: Казанское высшее танковое командное училище) عام 1999 ومن أكاديمية الأسلحة الموحَّدة للقوات المسلحة للاتحاد الروسي (بالروسية: Общевойсковая академия Вооружённых Сил Российской Федерации) عام 2007. 

## المسيرة العسكريّة
قاتلَ جيراسيموف في الحرب الشيشانية الثانية (1999  –  2000)، وحصل على ميداليات عسكرية لمشاركته في كلٍ من التدخل العسكري الروسي في سوريا (من 2015)، وضمّ روسيا لشبه جزيرة القرم في 2014. 
عُيّن في تشرين الأول/أكتوبر 2013 – بصفتهِ عقيدًا – قائدًا للواء الخامس عشر؛ قسم البنادق الآلية. رُقيَّ في حزيران/يونيو 2016 إلى رتبة لواء. كُلِّفَ جيراسيموف في عام 2016 بقيادة اللواء 35 التابعِ لجيش الأسلحة الموحد 41 ومقرّه أليسك.

## شائعة الوفاة
وفقًا للسلطات الأوكرانية فقد قُتل جيراسيموف خلال الغزو الروسي لأوكرانيا وتحديدًا يوم السابع من آذار/مارس 2022 بالقربِ من خاركيف، إلى جانب العديد من كبار المسؤولين الروس الآخرين.   قالت بيلنجكات وهي صحيفةُ استخبارات مفتوحة المصدر وتتخذُ من هولندا مقرًا لها إنها تأكَّدت من الوفاة من خلال سماعِ اتصالات روسيّة كان الأوكران قد نجحوا في اعتراضها فضلًا عن تأكيد «مصدر روسي» للمعلومة.  ذكرت صحيفة الجارديان في الثامن من آذار/مارس أنَّ وزارة الدفاع الأوكرانية «بثت ما زعمت أنه محادثة بين ضابطين روسيين في جهاز الأمن الفيدرالي يُناقشانِ الوفاة ويشكوان من أن اتصالاتهما الآمنة لم تعد تعملُ داخل أوكرانيا». في المقابل ذكرت شبكة سي إن إن أنها لم تتحقَّق بشكل مستقل من وفاة جيراسيموف ولم يُؤكّد المعلومة المسؤولون الأمريكيون. تمّ التأكد من أنَّ جيراسيموف على قيد الحياة بالفعل عندما حصلَ على وسام ألكسندر نيفسكي في 23 أيّار/مايو.